# Outta Here
Az Outta Here a YouTube-ról ismert felhasználóból lett énekesnő Esmée Denters első bemutatkozó stúdióalbuma. Az album a Tennman Records gondozásában jelent meg 2009. májusában. A produceri munkákat nagyrészt Esmée "felfedezője", Justin Timberlake végzi, de a nagy nevek mellett van még Ryan Tedder, a OneRepublic frontembere és a Stargate csapata is. Az első kislemez, az album címadó dala, az Outta Here az Egyesült Államokban áprilisban jelent meg.

## Dallista
| #  | Számcím                                  | Szerzők                                                                 | Hossz |
| -- | ---------------------------------------- | ----------------------------------------------------------------------- | ----- |
| 1  | "Admit It"                               | Esmée Denters, Toby Gad                                                 | 3:41  |
| 2  | "Victim"                                 | Esmée Denters, Ryan Tedder                                              | 3:36  |
| 3  | "Outta Here"                             | Jason Perry, Esther Dean, Justin Timberlake, Polow da Don               | 3:21  |
| 4  | "Love Dealer"                            | Esmée Denters, Justin Timberlake, Tor Erik Hermansen, Mikkel S. Eriksen | 3:45  |
| 5  | "Gravity"                                | Esmée Denters, Justin Timberlake, Hannon Lane                           | 5:48  |
| 6  | "What If"                                | Esmée Denters, Robin Lynch, Niklas Olovson                              | 3:41  |
| 7  | "Memories Turn to Dust"                  | Esmée Denters, Mike Elizondo, C. Kreviazuk                              | 3:57  |
| 8  | "Getting Over you"                       | Eesmée Denters, Robbie Nevil                                            | 3:21  |
| 9  | "Just Can't Have It"                     | J. Austin, T.E. Hermansen, M.S. Eriksen, Espen Lind, A. Bjorklund       | 3:59  |
| 10 | "The First Thing"                        | Esmée Denters, Mark Taylor, Paul Barry & N. Scarlett                    | 3:12  |
| 11 | "Casanova" (featuring Justin Timberlake) | Esmée Denters, J. Timberlake, Nate Hills, Marcella Aracia               | 4:28  |
| 12 | "Bigger Than the World"                  | J. Timberlake, Rob Knox, Robin Tadross, Mike Elizondo, James Fauntleroy | 4:53  |
| 13 | "Sad Symphony" (Bonus track)             | Esmée Denters, J. Timberlake, C. Nelson                                 | 4:39  |
| 14 | "Eyes For you" (Bonus track)             | Esmée Denters, Novel                                                    | 3:51  |

## Kislemezek
Outta Here
Az első hivatalos kislemez, az album címadó dala. Polow da Don és Justin Timberlake produceli. Az Egyesült Államokban 2009. május 13-án volt a rádiós premier, majd 14-én lett letölthető az iTunes-ról. A dalhoz készült videóklipet Diane Martel rendezte, ami május 13-án debütált a holland zenecsatornán a TMF-en.

## További Dalok
- "Reprogram My Heart" (Denters, Alexander Joshua Berman, William Steinberg)[3]
- "Rescue Me" (Denters, Danielle Brisebois, Evan Bogart, Wayne Wilkins)
- "Speechless" (Denters, Ryan Tedder)[3]
- "You'll Be the One" (Denters, Billy Mann, Kelly Rowland, Charles Wilson)[3]
- "Better Than You Do" (Denters, Matthew Gerrard, Robbie Nevil)
- "Too Bad" (Denters, Tony Reyes, Alonzo “Novel” Stevenson)
- "Walk Away" (The Royal Court)
- "A Little Obessed" (Brandi Flores, Billy Mann, Chris Rojas)
- "Follow My Lead"